# Norte de África
O Norte de África, também referido como África do Norte, África Setentrional, África Islâmica ou África Branca — por oposição à designação África Negra —, entre outros termos, compreende, nas definições mais aceitas, os países localizados no norte do continente africano, próximos ao mar Mediterrâneo, embora existam demarcações divergentes. Pelo geoesquema da Organização das Nações Unidas (ONU), o Departamento de Estatísticas da ONU incluiu nessa sub-região os seguintes países: Marrocos, Tunísia, Argélia, Líbia e Egito, Saara Ocidental e o Sudão.
Todos os países referidos são membros da Liga Árabe e cinco países desta região do continente (Marrocos, Tunísia, Argélia, Líbia e a Mauritânia) formam uma organização de integração econômica sub-regional, a União do Magrebe Árabe.

## História
Grande parte da África do Norte principalmente a região desértica (Sudão e Chade) é habitada por africanos hamitas, como se pode demonstrar pela arte rupestre disseminada pelo Saara; o que não parece ter acontecido no Magrebe e Baixo Egito (a parte mais antiga e original da Civilização Egípcia, que logo se expandiria para a parte mais jovem ao centro, na região de Tebas, e ao sul na região da Núbia), habitados por africanos de raça branca, que se expressariam através de línguas camito-semíticas. Em consequência da desertificação do Saara, partes da população hamítica migrou para o sul, através da costa oriental e ocidental (embora muitos impérios da antiguidade tenham capturado negroides como escravos aproveitando-se da fraca organização social abalada ainda mais pelas radicais mudanças climáticas e assimilando geneticamente, como comprovam vários exames genéticos no entorno do Mediterrâneo).
Depois da Idade Média, a área esteve sob controle do Império Otomano, exceptuando Marrocos. Depois do século XIX, o Norte de África foi colonizado pelo Império colonial francês, pelo Império Britânico, Espanha e Itália. Na Segunda Guerra Mundial, de 1940 a 1943, foi palco da Campanha do Norte da África.
O intercâmbio entre o Norte de África e a África subsariana limitou-se, durante muito tempo, quase exclusivamente ao comércio entre as costas ocidental e oriental do continente e as viagens ao longo do Nilo, devido à dificuldade em atravessar o deserto. Assim foi até a expansão árabe islâmica.

## Geografia
Do ponto de vista geográfico, este agrupamento de países ocupa duas regiões distintas: a faixa junto ao Mediterrâneo, com clima ameno e úmido, e o sul que ocupa parte do deserto do Saara. De referir ainda que a Sinai, que é parte do Egito, se encontra na placa tectónica árabe, podendo considerar-se que faz parte da Ásia; por essa razão, pode dizer-se que o Egito é um país transcontinental.

## Territórios
| País, com bandeira | Área (km²) | População  | Densidade (por km²) | PIB (total)            | Per capita     | Moeda             | Governo                                     |
| ------------------ | ---------- | ---------- | ------------------- | ---------------------- | -------------- | ----------------- | ------------------------------------------- |
| Argélia            | 2 381 740  | 33 333 216 | 14                  | $224,7 bilhões (2007)  | $6 500 (2007)  | Dinar argelino    | República presidencialista                  |
| Egito              | 1 001 449  | 77 498 000 | 74                  | $250,9 bilhões (2018)  | $6 234 (2009)  | Libra egípcia     | República semipresidencialista (democracia) |
| Líbia              | 1 759 540  | 6 036 914  | 3                   | $74,8 bilhões (2007)   | $12 300 (2007) | Dinar líbio       | República parlamentarista                   |
| Marrocos           | 710 850    | 38 388 848 | 70                  | $144,42 bilhões (2025) | $4 100 (2025)  | Dirham marroquino | Monarquia constitucional                    |
| Tunísia            | 163 610    | 10 102 000 | 62                  | $77 bilhões (2007)     | $7 500 (2007)  | Dinar tunisino    | República                                   |

## Demografia
A África do norte é marcada pelo predomínio da população berbere e árabe que chegaram ao norte do continente durante o processo de expansão do islão, durante o século VII a também elementos dos camíticos, como os núbios na região do Sudão. Os norte-africanos são aproximadamente 80% caucasianos. A miscigenação com africanos negros teve origem nas migrações para norte e na escravidão islâmica.
As línguas dominantes são:
- árabe; e
- as línguas berberes.[4]

A religião é, predominantemente, muçulmana, embora os povos do sul do Egito e Sudão sejam cristãos, principalmente da Igreja Ortodoxa Copta.

## Economia
- Sudão: é essencialmente agrícola. A agropecuária responde por 40% da riqueza nacional, empregando a grande maioria da população economicamente ativa do país. Os principais cultivos são de cana-de-açúcar e de algodão, além da pecuária de bovinos e ovinos. A indústria é restrita ao setor alimentício e têxtil.
- Mauritânia: desenvolve a atividade agropecuária, os principais cultivos são o arroz e sorgo, com destaque também para a criação de carneiro e de aves domésticas, e ainda beneficia-se da exploração mineral, em especial do ferro.
- Líbia: exploração do petróleo, há indústrias dos ramos químico e petroquímico, de material de construção, têxtil e alimentício. Possui uma expressiva renda per capita, comparável à de países com médio desenvolvimento humano. As consideráveis divisas obtidas com a exploração de petróleo explicam a elevada renda per capita, que, contudo, fica concentrada nas mãos de uma pequena parcela da população.
- Egito: o rio Nilo é fonte de vida e de trabalho do povo egípcio. Além de irrigar áreas extensas, a barragem de Assuão também garante o abastecimento de água e de energia elétrica à população. A agricultura é desenvolvida com o emprego de técnicas tradicionais. Os principais produtos cultivados são: cana-de-açúcar, algodão, cravo-da-índia, milho, arroz, trigo e tomate. O parque industrial do Egito tem destaque regional e continental por sua diversidade e nível tecnológico. Além da produção petrolífera, que abastece o setor petroquímico, existem indústrias metalúrgicas, têxteis, de tabaco e alimentícia. Conta ainda com um desenvolvido setor de transportes e o turismo é importante fonte de renda para o país.

## Países
- Marrocos
- Argélia
- Tunísia
- Líbia
- Egito

Por vezes, estes países também são considerados do Norte de África:
- Saara Ocidental
- Sudão
- Mauritânia